# Europäisches Gerichtsstands- und Vollstreckungsübereinkommen
Das Europäische Gerichtsstands- und Vollstreckungsübereinkommen (EuGVÜ), in vollem Wortlaut Übereinkommen über die gerichtliche Zuständigkeit und die Vollstreckung gerichtlicher Entscheidungen in Zivil- und Handelssachen, kurz Brüsseler Übereinkommen, ist ein völkerrechtlicher Vertrag vom 27. September 1968 über die gerichtliche Zuständigkeit und Art und Weise der Vollstreckung von Entscheidungen in Sachen des Zivil- und Handelsrechts.
Vielfach wird das Übereinkommen als der Beginn eines einheitlichen „Justizraumes“ in Europa angesehen. Es findet in dem Amsterdamer Vertrag von 1997/99 seine Fortführung, der den Begriff des Raumes der Freiheit, der Sicherheit und des Rechts als Bestandteil der polizeilichen und justiziellen Zusammenarbeit in Strafsachen, einer der drei Säulen der Europäischen Union einführte.

## Geschichte
Das Übereinkommen wurde von den ersten sechs EU-Mitgliedstaaten (EWG-6) beschlossen, erlangte jedoch erst 1973 Gesetzeskraft. Für die EFTA-Staaten (also Island, Norwegen, Schweiz, aber nicht Liechtenstein) gilt das inhaltlich fast wörtlich mit der EuGVÜ übereinstimmende Lugano-Übereinkommen über die gerichtliche Zuständigkeit und die Vollstreckung gerichtlicher Entscheidungen in Zivil- und Handelssachen (LGVÜ). Das als völkerrechtliches Übereinkommen geschlossene Europäische Gerichtsstands- und Vollstreckungsübereinkommen wurde mit Wirkung ab dem 1. März 2002 für alle Staaten der Europäischen Union, mit Ausnahme Dänemarks, durch die  Brüssel-I-Verordnung  (EG) Nr. 44/2001 (EuGVVO) abgelöst.
Bezüglich Dänemarks kam es am 19. Oktober 2005 zu einer gesonderten völkerrechtlichen Vereinbarung, nach der auch für Dänemark das EuGVÜ durch die aktuellen Bestimmungen der EU-Verordnung abgelöst werden soll. Diese völkerrechtliche Regelung trat am 1. Juli 2007 in Kraft.
Für vor dem 1. März 2002 erhobene Klagen und zustande gekommene Vollstreckungstitel findet gemäß Art. 66 EuGVVO weiterhin die EuGVÜ Anwendung.